# 科捷利尼科沃区
科捷利尼科沃区（俄语：Котельниковский район）是俄罗斯联邦伏尔加格勒州下辖的一个区，其行政中心为科捷利尼科沃。据2016年统计，该区的人口为36708人。